# SN 1963C
SN 1963C – supernowa typu I odkryta 26 stycznia 1963 roku w galaktyce MCG +05-31-32. Jej maksymalna jasność wynosiła 15,60m.